# Vitrea matsakisi
Vitrea matsakisi is een slakkensoort uit de familie van de Pristilomatidae. De wetenschappelijke naam van de soort is voor het eerst geldig gepubliceerd in 1980 door Riedel & Mylonas.